# Дельфін Сейріг
Дельфі́н Сейрі́г (фр. Delphine Claire Belriane Seyrig; 10 квітня 1932, Бейрут, Ліван — 15 жовтня 1990, Париж) — французька акторка театру та кіно, кінорежисерки. 
Знімалась в Алена Рене («Торік в Марієнбаді»), Марґеріт Дюрас, Франсуа Трюффо («Вкрадені поцілунки»), Луїса Бунюеля («Чумацький шлях», «Скромна чарівність буржуазії»), Джозефа Лоузі та інших майстрів авторського кіно. Народилась у Лівані, де її батько проводив археологічні розкопки. Навчалась акторської майстерності у Парижі та Нью-Йорку.
Померла від раку легенів, похована на цвинтарі Монпарнас.